# Униформа и военная символика Морской пехоты Украины

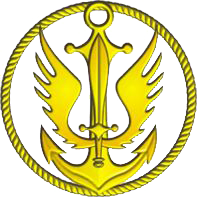
Эмблема морской пехоты ВМС Украины (1992—2018)

## Униформы морской пехоты периода УД и УНР
23 мая 1918 г. гетман П. П. Скоропадский издал указ по Морскому ведомству «О начале формирования бригады Морской пехоты в составе трех полков для несения службы». 15 июля 1918 года приказом по морскому ведомству была установлена униформа для морской пехоты. От формы полевой пехоты она отличалась только черным кантом вокруг погон. Офицерам и унтер-офицерам на погоны добавлялись золотые якоря, матросам — жёлтые.
При Директории в форме морской пехоты произошли определенные изменения. Летом 1919 усилиями морского ведомства был организован 1-й гуцульский полк морской пехоты, чуть позже 2-й, который комплектовался из жителей Надднепрянской Украины. Для офицеров гуцульского полка была установлена новая морская форма, представлявшая собой чёрного цвета френч, черные штаны-галифе (с красными или золотыми лампасами, в зависимости от старшинства). У локтя нашивался ромбический шеврон с красной выпушкой, на котором был вышит золотого цвета якорь (у нижних чинов якорь был чёрного цвета). Якорь золотистого цвета присутствовал и на погонах. На погонах, помимо этого, жёлтым цветом была обозначена принадлежность их владельца к 1 или 2-му полку морской пехоты. Нарукавные знаки отличия для офицеров представляли собой малиновые галуны, для унтер-офицеров — жёлтые шевроны под жёлтым якорем. Головным убором была установлена фуражка с чёрным околышем и круглая кокарда общеармейского образца.

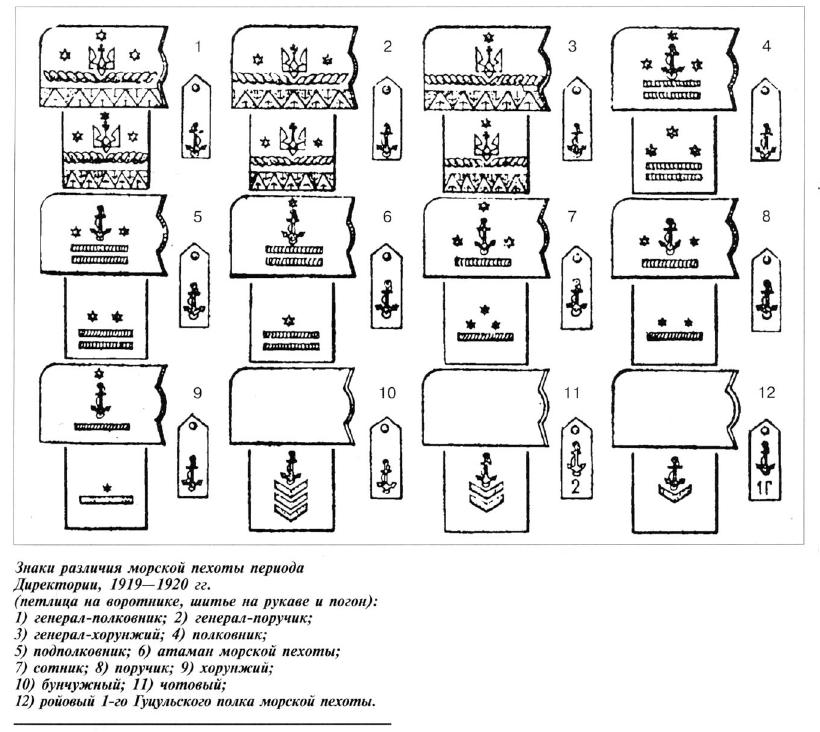
Знаки различия Морской Пехоты УДФ периода Директории УНР, 1920 г.

Несмотря на введение новой морской формы, некоторые офицеры морской пехоты продолжали носить флотские мундиры, утверждённые при Втором Гетманате. Матросы полков морской пехоты носили бескозырки с названием полка на ленточке. В общих же чертах матросская форма со времен Гетманата не изменилась. Офицерами и кондукторами Украинского Державного Флота, как это было заведено во многих странах, носился кортик или морская сабля. Эта же традиция сохранялась и среди офицеров морской пехоты периода Директории.

## Знаки на головные уборы военнослужащихморской пехоты Украины
В символике украинской морской пехоты все ещё сильно влияние морской пехоты советских времён. Цвет беретов, бушлатов, тельняшки, форма и порядок размещение знаков, номенклатура знаков вообще — все это берёт своё начало в те времена, когда Украина ещё не была независимым государством. Справедливо это и в отношении знаков на берет.
Знак на берет в морской пехоте Украины имеет форму овала, как и в советской морской пехоте, знак рядового и сержантского состава которой тоже был овальным и на жаргоне советской морской пехоты именовался «огурец»; в украинской армии он именуется «яйцо». С левой стороны берета крепился вымпел (как и в морской пехоте ВМФ СССР), правда, «советский» красный цвет был заменён на малиновый украинский. Позже вымпел стал чёрным с изображением государственных герба и флага Украины.
Приказом Министра обороны Украины № 150 от 12 июня 1995 года для морской пехоты устанавливался чёрный берет (берет кокарда и все знаки различия были утверждены в 1993 году). Знак («кокарда») первоначально крепился к нему строго посередине (изначально при подписании приказа в 1993 году отличительный знак (кокарда) размещалась над левым глазом и вымпела не было , как это было принято в вооружённых силах СССР. Со временем знак стали носить с размещением над левым глазом, как в большинстве армий мира. Вымпел больше не используется.

### Символика знаков на головной убор
Основной знак на берет представляет собой «щит овальный; в голубом поле изображение малого герба Украины „Трезубец“, стилизованный под меч и крылья, наложенные на белый якорь».

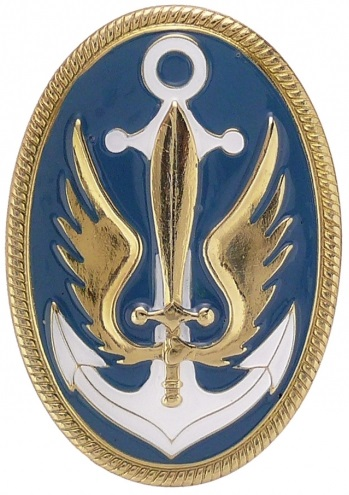
Знак Морской пехоты на берет, приказ №109 от 25.05.93
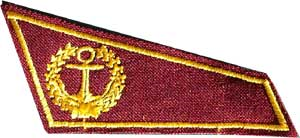
Вымпел ВМС на берет, приказ №150 от 12.06.95
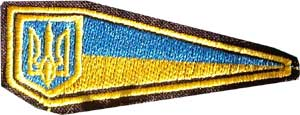
Вымпел на берет, 2-й выпуск

## Нарукавные нашивки военнослужащихМорской пехоты Украины
Нашивки для определения принадлежности военнослужащих к отдельным частям. Носятся на левом рукаве парадной и повседневной формы одежды на расстоянии 10 см от края погона строго по центру, а на полевой форме — на накладном кармане левого рукава.

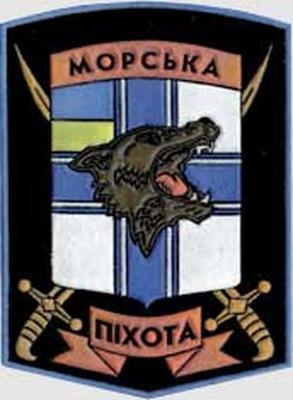
1-й Отдельный батальон Морской пехоты
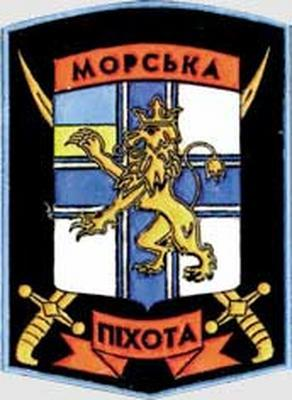
2-й Отдельный батальон Морской пехоты
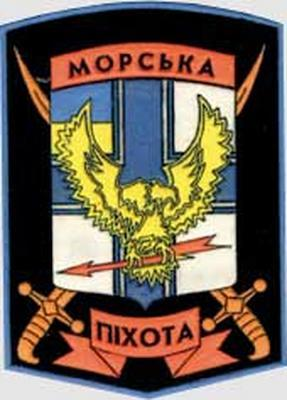
Отдельный десантно-штурмовой батальон Морской пехоты
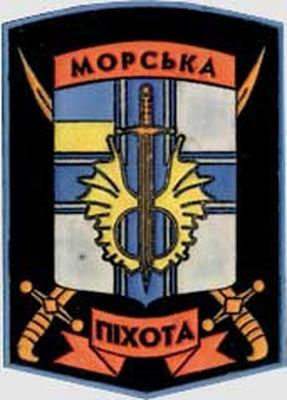
Отдельный разведывательный батальон Морской пехоты
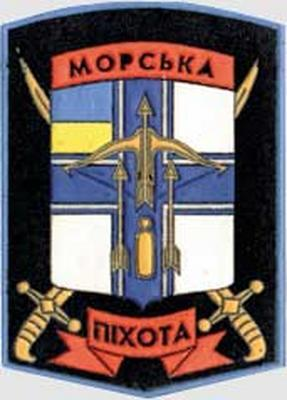
1-й Отдельный самоходно-артиллерийской дивизион Морской пехоты
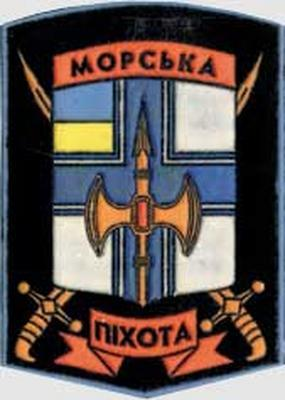
2-й Отдельный самоходно-артиллерийской дивизион Морской пехоты
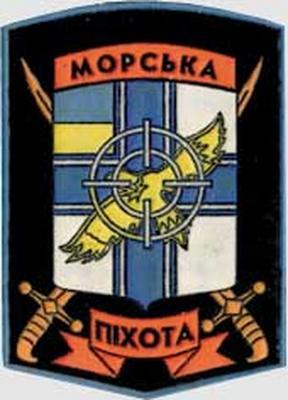
Отдельный зенитно-ракетный дивизион Морской пехоты
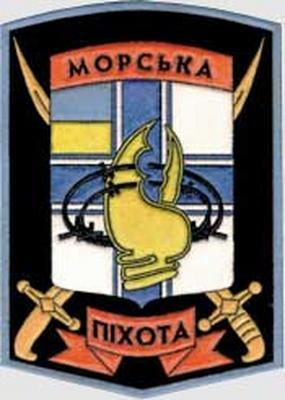
Отдельный инженерно-десантный батальон Морской пехоты
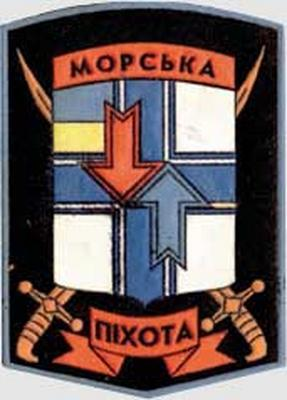
Управление и  подразделения штаба Отдельной бригады Морской пехоты

Приказом Министра обороны К. Мороза № 109 от 25 мая 1993 года были введены в действие положения «О кокарде и нарукавных знаках частей Морской пехоты и управления войск Береговой обороны Военно-Морских Сил Украины», которым регламентировались образцы отличий и порядок их ношения в этих частях.

### Символика нарукавных знаков
- 1-й ОБМП — голова волка (символизирует силу и ловкость)
- 2-й ОБМП — лев
- ОДШБ — сокол, держащий в когтях молнию (символ мобильности)
- ОРБ — меч и крылья летучей мыши удар в ночи
- 1-й ОСАД — арбалет
- 2-й ОСАД — алебарда
- ОЗРД — сокол в прицеле
- ОИДБ — клешня краба
- ШтОБрМП — малиновая и синяя стрелы (символизирует удары)

Сочетание малинового цвета на черном фоне в геральдике означает символ власти, подчеркивает жесткий централизм. Кроме того, сочетание этих цветов в истории флота определяло принадлежность к береговым структурам ВМС. В истории Руси и казачества малиновый цвет — цвет боевых хоругвей.
Скрещенные казацкие сабли символизируют оборонительный характер защиты Государства.
Приказа о введении представленных ниже нашивок пока найти не удалось. Данный тип используется в Морской пехоте Украины уже около десяти лет в 7-й бригаде спецопераций ВМСУ в Очакове (ранее 17обрСпН ВМФ СССР). Мотив нашивки напоминает британский красный кинжал на чёрном треугольнике для десантников-диверсантов.

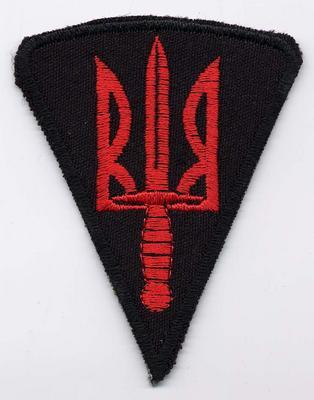
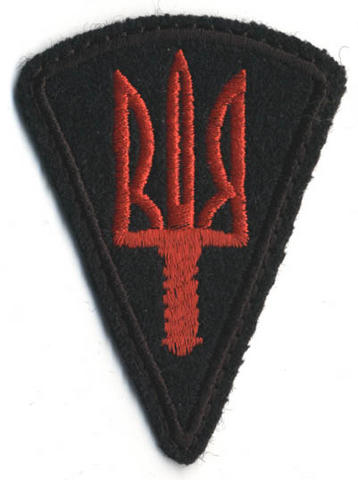
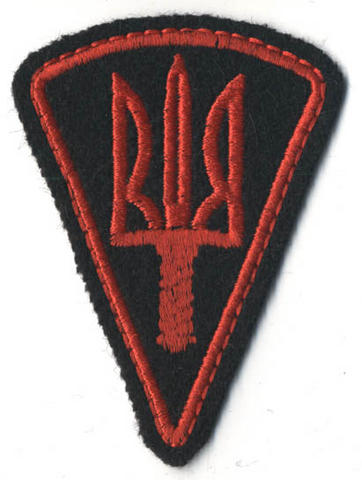
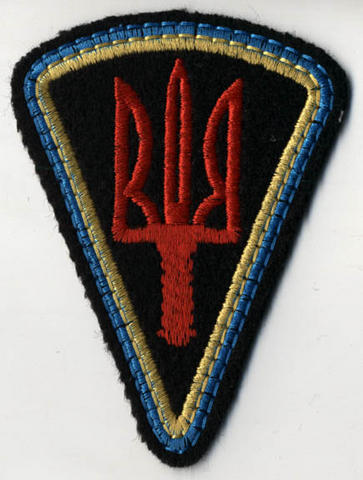
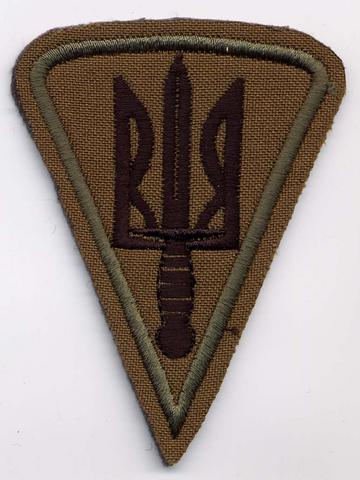

## Знаки различия по принадлежности к ВМС

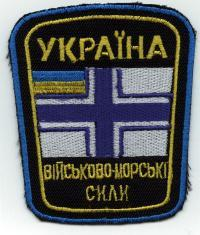
На правый рукав

## Знаки различия по принадлежности к Морской пехоте
Приказом Министра обороны Украины № 150 от 12 июня 1995 года нижеприведённая нашивка была утверждена в качестве «знака различия Морской пехоты Украины».
Однако за время существования этого указа в него неоднократно вносились изменения, а некоторые его положения так и остались только «на бумаге».

Нашивка для Морской пехоты Украины, приказ №150 от 12.06.95
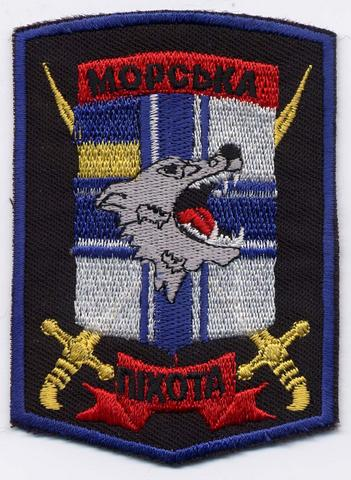
На левый рукав